# 文敏生
文敏生（1915年—1997年），男，山西垣曲人，中华人民共和国政治人物。曾任河南省省长、中华人民共和国邮电部部长。

## 生平
文敏生早年参加中国工农红军，担任豫南红军游击队宣传队长、豫南人民抗日军独立团政治处主任等职。1941年，担任中共鄂中地委书记兼新四军五师第二军分区政委。国共内战期间，担任江汉区党委副书记兼江汉军区政委、湖北荆州地委书记兼荆州军分区政委等职。
中华人民共和国成立后，担任中南军政委员会副秘书长。1953年，担任广东省人民政府副主席、广东省副省长、广东军区第三政委等职。1959年，担任中共广东省委书记。1962年，转任中共河南省副省长、省长、代理书记，文化大革命期间被批斗迫害。1977年起用，任中共哈尔滨市委副书记等职。1981年，任中华人民共和国邮电部部长，在任期间对中国邮政进行改革。著有《文敏生回忆录》。